# رود جاكسون
رود جاكسون هو سياسي كندي، ولد في 1971. حزبياً، نشط في حزب أونتاريو المحافظ التقدمي. وقد انتخب عضو برلمان مقاطعة أونتاريو.

## وصلات خارجية
- الموقع الرسمي